# Nextbit
Nextbit（全稱：Nextbit Systems Inc.）是美國的科技公司，成立於2013年。

## 歷史
- 2013年，成立公司。
- 2015年9月1日，眾籌平台Kickstarter推出智能手機Nextbit Robin，搭載基於Android的Nextbit OS。
- 2016年2月16日，發售智能手機Nextbit Robin。
- 2017年1月，被Razer收購。

## 外部連結
- （英文）Nextbit全球